# Atractodes citator
Atractodes citator là một loài tò vò trong họ Ichneumonidae.